# Madonna van de roos
De Madonna van de roos (Duits: Die Madonna mit der Rose) is een schilderij van Parmigianino uit 1529-30. Sinds 1752 maakt het deel uit van de collectie van de Gemäldegalerie Alte Meister in Dresden. 

## Herkomst
Het schilderij werd oorspronkelijk geschilderd voor de schrijver Pietro Aretino. Van december 1529 tot april 1530 verbleef paus Clemens VII in Bologna voor de kroning van Karel V. Dit leidde ertoe dat hij de nieuwe beoogde eigenaar van de Madonna van de roos werd. Het werk was waarschijnlijk voltooid in maart 1530, toen Parmigianino met senator Ludovico Carbonesi naar Venetië ging om pigmenten te kopen voor een nieuw werk, de nooit voltooide fresco's in de San Maurizio-kapel in de Sint-Petroniusbasiliek in Bologna, die door Karel V persoonlijk besteld waren. 
Toen Parmigianino uit Bologna vertrok, wist Dionigi Zani het schilderij in handen te krijgen. Al snel stond het paneel in hoog aanzien. In de tijd van Vasari waren er al vijftig kopieën van gemaakt, allemaal in opdracht van de eigenaren, terwijl ze het origineel angstvallig bewaarden. De familie Zani weigerde verschillende kopers, zoals Vincenzo I Gonzaga (in februari 1585) en kardinaal Farnese, die er 400 scudi voor bood.  Pas in 1752 verkocht graaf Paolo Zani het originele werk aan Frederik August II van Saksen voor 1.350 gouden muntstukken, waardoor het schilderij is Dresden terecht kwam.

## Voorstelling
De Madonna is zittend afgebeeld met Jezus naakt liggend op haar schoot. Ze draagt een zijdeachtige jurk die haar lichaam elegant omhult. Op de donkere achtergrond is een rood gordijn te zien. Maria strekt haar linkerarm uit over haar zoon en buigt haar rechterarm om de roos te pakken die Jezus haar overhandigt. Jezus kijkt de toeschouwer aan en leunt op een glinsterende wereldbol, waarop Azië, Afrika en Europa te herkennen zijn. Hij draagt een armband van rood koraal om zijn pols, een oud symbool om onheil af te wenden. In een religieuze interpretatie staat de wereldbol symbool voor de macht van Jezus als Salvator Mundi en de roos voor Maria's reinheid.
Het is echter lastig vast te stellen of Maria en Jezus zijn afgebeeld of Venus en haar zoon Cupido. Voorbereidende tekeningen tonen aan dat Paramigianino bewust voor deze ambivalentie tussen het profane en goddelijke gekozen heeft. Dit past binnen het maniërisme, een stroming die na de klassieke schoonheid van de hoogrenaissance op zoek ging naar een nieuwe vormentaal.

## Afbeelding

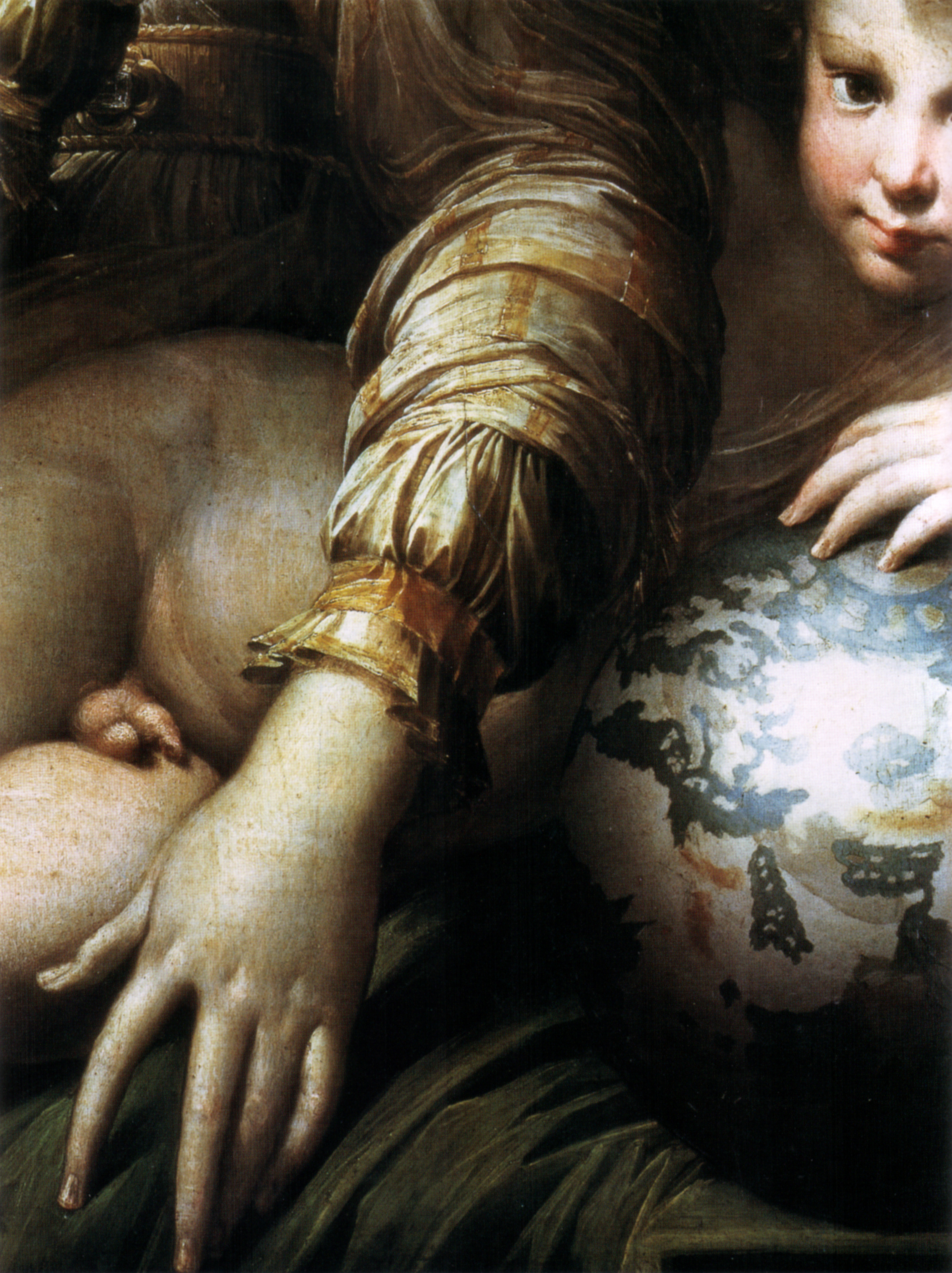
Detail